# NGC 2804
NGC 2804 (другие обозначения — IC 2455, UGC 4901, MCG 3-24-28, ZWG 91.47, PGC 26196) — линзообразная галактика (S0) в созвездии Рака. Открыта Джоном Гершелем в 1827 году. По всей видимости, галактику независимо от Гершеля открыл Стефан Жавел в 1896 году, так что эта галактика попала также в Индекс-каталог под номером IC 2455.
Этот объект входит в число перечисленных в оригинальной редакции «Нового общего каталога».